# Šikoku
Ostrov Šikoku (japonsky 四国, ~Čtyři provincie) je nejmenší a nejméně obydlený ze čtyř hlavních japonských ostrovů. Mezi starobylé názvy ostrova patří Ijo-no-futana-šima (伊予之二名島), Ijo-šima (伊予島) a Futana-šima (二名島). Současný název odkazuje na čtyři staré provincie, na které se ostrov dříve dělil: Awa, Ijo, Sanuki a Tosa.
Oblast Šikoku – skládající se z ostrova Šikoku (plochou odpovídající např. Sardinii) a přilehlých ostrůvků – má rozlohu asi 18 800 km² a dělí se na čtyři prefektury, odpovídající oněm čtyřem provinciím:
- Ehime – Ijo,
- Kagawa – Sanuki,
- Kóči – Tosa a
- Tokušima – Awa.

Šikoku je s Honšú spojeno systémem trajektů, leteckých linek a od roku 1988 i sítí mostů Seto Óhaši. Až do doby dokončení mostů byl ostrov izolován od zbytku Japonska a od možnosti snadnější dopravy mezi Honšú a Šikoku se očekávalo zrychlení rozvoje oblasti, což se zatím nestalo[zdroj?].
Rozlehlé hory rozdělují Šikoku na významnější úzkou severní oblast omývanou Vnitřním mořem se třemi provinciemi a jižní část u Tichého oceánu, prefekturu Kóči. Většina ze 4,5 milionu obyvatel žije na severu a tam také, s jedinou výjimkou, leží všechna větší města. Hora Išizuči (石鎚山) v prefektuře Ehime je se svými 1 982 m nejvyšší na ostrově.
Průmysl je středně rozvinutý a zahrnuje zpracování rudy z důležitého dolu na měď v Bešši. Půda je obdělávána velmi intenzivně. V náplavových oblastech, hlavně na východě oblasti, se pěstuje rýže a v zimě pšenice a ječmen. Na severu ostrova se pěstuje mnoho druhů ovoce včetně citrusů, broskví, kaki a grapefruitů. Díky produkci pšenice se během období Edo staly důležitou součástí jídelníčku v prefektuře Kagawa nudle sanuki udon (讃岐うどん).
Větší, jižní část Šikoku je hornatá a řídce osídlená. Jediná větší nížina se rozprostírá kolem Kóči, hlavního města prefektury Kóči. Mírné zimy podporují rozvoj zelinářství, obzvláště pěstování mimosezónní zeleniny pod plastovými fóliemi. Na jihu jsou běžné dvě sklizně rýže do roka. Dřevozpracující a papírenský průmysl je díky dostatku dřeva a vodní energie velmi rozvinutý.
Šikoku je také slavné poutní místo. Putování po 88 chrámech mnicha Kúkaie má tradici už od 9. století. Velká část území při Vnitřním moři tvoří národní park – oblíbený cíl turistiky, přestože samo Vnitřní moře je přetížené průmyslem z obou břehů.